# Daniel Hoelgaard
Daniel Hoelgaard (* 1. Juli 1993 in Stavanger) ist ein ehemaliger norwegischer Radrennfahrer. Aktiv war er von 2012 bis 2021 im Straßenradsport.

## Sportlicher Werdegang
Hoelgaard wurde 2010 norwegischer Meister im Straßenrennen bei den Junioren. Ende des Jahres 2012 fuhr er als Stagiaire beim Team Team Øster Hus-Ridley und gewann im Trikot der Mannschaft die Kernen Omloop Echt-Susteren. Ab 2013 startete er für das tschechische Team Etixx-iHNed. Im Jahr darauf gewann Hoelgaard jeweils eine Etappe der Tour de Bretagne sowie der Ronde de l’Oise; bei letzterem Rennen erreichte er zudem Rang vier in der Gesamtwertung. Darüber hinaus gewann er zwei Teilstücke beim tschechischen Etappenrennen Okolo Jižních Čech.
Ab 2015 fuhr Hoelgaard für das norwegische Team Joker und siegte auf je einem Teilstück der Tour de Normandie sowie erneut bei der Tour de Bretagne. In den Gesamtwertungen belegte er Rang vier in der Normandie und wurde Dritter in der Bretagne. Zur Saison 2016 wechselte Hoelgaard zum französischen WorldTeam FDJ. Die Mannschaft gewann im selben Jahr das Mannschaftszeitfahren bei der Mittelmeer-Rundfahrt. 2017 startete er erstmals bei einer großen Rundfahrt und belegte Platz 125 in der Gesamtwertung der Vuelta a España.
Letzte Station seiner Karriere war das norwegische Uno-X Pro Cycling Team. Bestes Ergebnis in den zwei Jahren im Team war ein dritter Platz auf der letzten Etappe der Tour of Norway 2021.
Seine aktive Radsportkarriere beendete Hoelgaard im Alter von 28 Jahren zum 31. Dezember 2021.

## Persönliches
Hoelgaard ist der Bruder des Skilangläufers Stian Hoelgaard und des Radrennfahrers Markus Hoelgaard.

## Erfolge
2010
- Norwegischer Meister – Straßenrennen (Junioren)

2012
- Kernen Omloop Echt-Susteren

2014
- eine Etappe Tour de Bretagne
- eine Etappe Ronde de l’Oise
- zwei Etappen Okolo Jižních Čech

2015
- eine Etappe Tour de Normandie
- eine Etappe Tour de Bretagne

2016
- Mannschaftszeitfahren La Méditerranéenne

## Grand-Tour-Platzierungen
| Grand Tour            | 2017 |
| --------------------- | ---- |
| Giro d’ItaliaGiro     | –    |
| Tour de FranceTour    | –    |
| Vuelta a EspañaVuelta | 125  |